# 텍사스 합병

텍사스 공화국

텍사스 합병(Texas Annexation)는 1845년에 텍사스 공화국이 자발적으로 미합중국에 서명한 사건이다. 이 결과 미국의 28번째 주로 텍사스주가 탄생했다. 이 때 산후안 산맥도 추가되었다. 미국에 텍사스의 합병은 대외적으로 멕시코와의 관계, 대내적으로는 노예제도의 확대에 따른 남북 대립의 격화라는 문제를 안고 있었다. 이를 위해 가맹을 둘러싸고 오랜 논쟁이 있었고, 다른 주 연합과는 다른 방법에 의해 가입이 승인되었다.

## 배경
1837년 텍사스 공화국은 멕시코에서 독립을 쟁취했고, 샘 휴스턴 대통령 하에서 같은 해에 텍사스 공화국은 처음으로 미국과 합병에 대한 동의를 투표로 결정했다. 당초 워싱턴 DC에 파견했던 텍사스 공화국 대사가 1837년 8월 마틴 밴 뷰런 대통령에게 합병을 제안했지만, 미국은 멕시코와의 전쟁을 우려하여 제안을 거부했다.
1838년, 텍사스 공화국의 독립 유지와 영토 확장을 주장했던 미라보 라마가 대통령에 취임하여, 일단 합병 제안을 철회했다. 1839년 프랑스, 1840년 네덜란드와 영국이, 1841년 벨기에가 텍사스 공화국을 승인했지만, 이들은 모두 미국이 텍사스를 합병하여 영토를 확장하는 것을 막기 위해 승인했다.
마틴 밴 뷰런 대통령의 임기 후에(윌리엄 헨리 해리슨이 취임했지만, 1개월도 안 돼 급사했기 때문에) 미합중국의 대통령이 된 존 타일러도 취임 초기에는 합병에 주저했다. 하지만, 1843년 텍사스가 영국에 중개를 의뢰하여 멕시코에 접근하고자 하는 움직임을 보였기 때문에 태도를 바꾸어 통합 방안을 지지했다. 멕시코의 독재자 산타 아나가 텍사스의 합병이 "선전 포고와 같다"고 경고했음에도 불구하고 타일러는 1844년 4월 텍사스 합병 조약을 체결했다. 미국 헌법은 조약의 체결은 대통령의 직권이지만, 비준을 위해서는 상원의 3분의 2 이상의 찬성이 필요했다. 그러나 미국 상원에서 6월 8일 35대 16이라는 큰 차이로 부결되었고 비준을 얻지 못했다.

Map of Texas and the Countries Adjacent, William Hemsley Emory, 1844

영토 확장을 주장하며 텍사스의 합병에 적극적인 제임스 K. 포크가 1844년 미국 대통령 선거에서 승리했다. 텍사스 합병에 관해서는 포크와 대립이 없었던 타일러는 포크와 상담하여, 상원의 비준이 곤란하다는 것을 알고 조약이 아니라 상하 양원 합동 결의에 따른 통합 법안을 의회에 제출했다. 몇 번에 걸친 법안 제출과 수정 결의안이 제출되는 등 큰 혼란 끝에 1845년 2월 28일 상원에서 27 대 25의 근소한 차이로, 하원에서는 132 대 76으로 선택권을 대통령에게 부여한다고 결의했다. 그 다음 날 타일러는 이 결의를 시행하는 서명을 했다. 타일러 대통령 임기가 끝나기 3일 전이었다.

## 결의안 내용
- 1846년 1월 1일까지 텍사스 공화국의 합병을 승인하여 주로 연방에 가입을 인정
- 텍사스는 이후 5개주 이내로 분할할 수 있다.
- 텍사스 공화국의 공유지와 채무는 텍사스 주에 이월하게 된다.
- 경계는 연방 정부의 조정에 맡긴다.
- 노예제도는 미주리 협정선(북위 36도 30분)보다 북쪽으로 금지된다.

## 결과
앤드루 잭슨 전 대통령의 조카인 앤드루 잭슨 도넬슨이 미국 텍사스 문제 담당이 되어 장기 교섭을 벌인 결과, 텍사스 공화국 대통령 안슨 존스 전 대통령의 샘 휴스턴과 텍사스 의회가 합병에 동의했다. 텍사스 공화국은 7월 4일 법안을 비준하고, 12월 29일, 포크는 텍사스를 미국의 주로 승인 법안에 서명했다.
미국의 텍사스 합병을 위한 논의의 배경에 있었던 요소는 텍사스가 노예주로 가입한 경우 상원의 새로운 2의석은 노예주 측에 붙는다는 것을 북부의 주들이 이해하는 것이었다. 이때 텍사스는 노예제도가 존재했다. 멕시코는 이 문제를 바탕으로 1845년 미국과의 외교 관계를 파기하고, 이듬 해에는 멕시코-미국 전쟁으로 이어졌다. 1848년 3월, 미국이 《과달루페 이달고 조약》을 비준하여, 멕시코-미국 전쟁은 끝났다. 이 조약은 미국이 멕시코의 문화와 가치관을 존중하는 조건으로 미국이 멕시코에서 텍사스를 구입한다는 내용이다. 텍사스의 합병은 미국의 여러 주 사이에서 논쟁을 불러일어켰고, 당파적 경쟁을 확대시켜 남북전쟁으로 이어졌다.
1846년 2월 19일 주권의 공식적인 전환을 경축 행사가 개최되었으며, 텍사스 공화국 대통령 안슨 존스는 "이 큰 드라마의 마지막 막이 지금 내렸다. 텍사스 공화국은 더 이상 없다"고 선언했다.

## 같이 보기
- 텍사스 혁명
- 텍사스 공화국
- 애덤스 오니스 조약
- 멕시코-미국 전쟁